# جون فرنسيس كارول
جون فرنسيس كارول (بالإنجليزية: John Francis Carroll)‏ هو صحفي أمريكي، ولد في 15 يونيو 1858 في سانت كلير في الولايات المتحدة، وتوفي في 4 ديسمبر 1917 في بورتلاند في الولايات المتحدة.